# M/T Lubenice
M/T Lubenice bio je trajekt u sastavu flote hrvatskog brodara Jadrolinije. Izgrađen je 1983. u Japanu, za potrebe jednog japanskog naručitelja. Od tada pa do 1998. (kada ga kupuje Jadrolinija) Lubenice su plovile pod imenom Seto. Nakon toga, Lubenice su plovile na mnogim linijama splitskog i riječkog okružja.
M/T Lubenice je trajekt kapaciteta 350 osoba i 70 vozila.

## Vanjske poveznice
|  | Zajednički poslužitelj ima još gradiva o temi M/T Lubenice |